# Pływanie na Letnich Igrzyskach Olimpijskich 1976 – 400 m stylem zmiennym mężczyzn
400 m stylem zmiennym mężczyzn – jedna z konkurencji pływackich rozgrywanych podczas XXI Igrzysk Olimpijskich w Montrealu. Eliminacje i finał miały miejsce 25 lipca 1976 roku.
Mistrzem olimpijskim został Amerykanin Rod Strachan, ustanawiając czasem 4:23,68 rekord świata. Srebrny medal zdobył rodak Strachana Tim McKee (4:24,62). Na najniższym stopniu podium stanął reprezentant ZSRR Andriej Smirnow, który ustanowił nowy rekord swojego kraju (4:26,90).

## Rekordy
Przed zawodami rekord świata i rekord olimpijski wyglądały następująco:
| Rekord            | Zawodnik         | Czas    | Miejsce    | Data             |
| ----------------- | ---------------- | ------- | ---------- | ---------------- |
| Rekord świata     | Zoltán Verrasztó | 4:26,00 | Long Beach | 2 kwietnia 1976  |
| Rekord olimpijski | Gunnar Larsson   | 4:31,98 | Monachium  | 30 sierpnia 1972 |

W trakcie zawodów ustanowiono następujące rekordy:
| Data     | Etap konkurencji      | Zawodnik      | Czas    | Rekord |
| -------- | --------------------- | ------------- | ------- | ------ |
| 25 lipca | wyścig eliminacyjny 1 | Steve Furniss | 4:27,76 | OR     |
| 25 lipca | wyścig eliminacyjny 3 | Rod Strachan  | 4:27,15 | OR     |
| 25 lipca | finał                 | Rod Strachan  | 4:23,68 | ,      |

## Wyniki

### Eliminacje
| Miejsce | Wyścig | Zawodnik              | Państwo           | Czas      | Uwagi |
| ------- | ------ | --------------------- | ----------------- | --------- | ----- |
| 1.      | 3      | Rod Strachan          | Stany Zjednoczone | 4:27,15   | Q,    |
| 2.      | 1      | Steve Furniss         | Stany Zjednoczone | 4:27,76   | Q     |
| 3.      | 4      | András Hargitay       | Węgry             | 4:28,96   | Q     |
| 4.      | 2      | Tim McKee             | Stany Zjednoczone | 4:29,14   | Q     |
| 5.      | 5      | Andriej Smirnow       | ZSRR              | 4:29,92   | Q     |
| 6.      | 3      | Graham Smith          | Kanada            | 4:31,29   | Q     |
| 7.      | 2      | Andy Ritchie          | Kanada            | 4:31,34   | Q     |
| 8.      | 4      | Hans-Joachim Geisler  | RFN               | 4:31,37   | Q,    |
| 9.      | 1      | Bill Sawchuk          | Kanada            | 4:32,65   |       |
| 10.     | 4      | Peter Dawson          | Australia         | 4:33,01   | NR    |
| 11.     | 5      | Anatolij Smirnow      | ZSRR              | 4:33,88   |       |
| 12.     | 1      | Alan McClatchey       | Wielka Brytania   | 4:34,31   |       |
| 13.     | 4      | Csaba Sós             | Węgry             | 4:34,72   |       |
| 14.     | 3      | Miloslav Roľko        | Czechosłowacja    | 4:35,21   | NR    |
| 15.     | 3      | Jeff Van de Graaf     | Australia         | 4:35,83   |       |
| 16.     | 2      | Tsuyoshi Yanagidate   | Japonia           | 4:39,27   | NR    |
| 17.     | 1      | John McConnochie      | Nowa Zelandia     | 4:40,84   |       |
| 18.     | 5      | Mark Treffers         | Nowa Zelandia     | 4:40,92   |       |
| 19.     | 1      | Gunnar Gundersen      | Norwegia          | 4:41,05   |       |
| 20.     | 5      | James Carter          | Wielka Brytania   | 4:41,25   |       |
| 21.     | 2      | José-Ricardo de Jesús | Portoryko         | 4:42,07   |       |
| 22.     | 3      | Duncan Cleworth       | Wielka Brytania   | 4:42,25   |       |
| 23.     | 3      | François Deley        | Belgia            | 4:43,09   | NR    |
| 24.     | 4      | Ricardo Marmolejo     | Meksyk            | 4:45,30   |       |
| 25.     | 5      | Julio Abreu           | Paragwaj          | 4:46,69   | NR    |
| 26.     | 2      | Ronald Woutering      | Holandia          | 4:46,76   |       |
| 27.     | 4      | Dov Nisman            | Izrael            | 4:47,13   | NR    |
| 28.     | 5      | Zoltán Verrasztó      | Węgry             | 4:48,51   |       |
| 29.     | 5      | Guillermo Zavala      | Meksyk            | 4:49,55   |       |
| 30.     | 4      | Edwin Borja           | Filipiny          | 4:52,21   |       |
| 31.     | 3      | António de Melo       | Portugalia        | 5:11,48   |       |
| 32 !    | 1      | Patrick Novaretti     | Monako            | 9:99,99 ! | DSQ   |
| 32 !    | 2      | Michaił Gorelik       | ZSRR              | 9:99,99 ! | DSQ   |

### Finał
| Miejsce | Zawodnik             | Państwo           | Czas    | Uwagi |
| ------- | -------------------- | ----------------- | ------- | ----- |
| 1 !     | Rod Strachan         | Stany Zjednoczone | 4:23,68 | WR    |
| 2 !     | Tim McKee            | Stany Zjednoczone | 4:24,62 |       |
| 3 !     | Andriej Smirnow      | ZSRR              | 4:26,90 | NR    |
| 4.      | András Hargitay      | Węgry             | 4:27,13 |       |
| 5.      | Graham Smith         | Kanada            | 4:28,64 | NR    |
| 6.      | Steve Furniss        | Stany Zjednoczone | 4:29,23 |       |
| 7.      | Andy Ritchie         | Kanada            | 4:29,87 |       |
| 8.      | Hans-Joachim Geisler | RFN               | 4:34,95 |       |